# فنتون جان آیلمر، سیزدهمین بارونت
فنتون جان آیلمر، سیزدهمین بارونت (انگلیسی: Sir Fenton Aylmer, 13th Baronet; ۵ آوریل ۱۸۶۲ – ۳ سپتامبر ۱۹۳۵) فرد نظامی اهل بریتانیا بود. وی همچنین برندهٔ جوایزی همچون صلیب ویکتوریا شده‌است.